# 春風亭昇也
春風亭 昇也（しゅんぷうてい しょうや、1982年6月18日 - ）は、落語芸術協会所属の落語家。出囃子は東京節（パイのパイのパイ）。
本名及び漫才師時代の旧芸名∶松本 和也。
千葉県野田市出身。東京アナウンス学院卒業。

## 経歴
- 2001年、林本啓祐と漫才コンビ「メロンソーダ」を結成。当時はホリプロコム所属。
- 2004年（平成16年）芸人3組によるお笑いユニット「猿楽町スポーツ専門店」を結成。
- 2007年（平成19年）「メロンソーダ」解散。
- 2008年（平成20年）春風亭昇太に入門し、落語家に転身。
- 2013年（平成25年）二ツ目昇進。
- 2018年（平成30年）平成29年度彩の国落語大賞受賞[2]。
- 2019年（令和元年）北とぴあ若手落語家競演会大賞受賞。
- 2022年5月上席より、春風亭柳若(真打昇進と同時に「春風亭柳雀」に改名)と共に真打昇進[3][4][5]。

## 人物
- 落語芸術協会の二ツ目で結成されたユニット「成金」に所属している。
- 浅草演芸ホール8月中席で毎年行われる住吉踊り連に所属している。
- 二ツ目最後の仕事として出演して以来、同人ラジオ「桜前線上昇中」の顧問を務める[6]。
- 春風亭一之輔は遠縁にあたる(血縁関係はない)
- 1982年生まれの、落語界五派の所属で一緒に落語会をしている「昭和57年会」（笑福亭べ瓶、三遊亭志う歌、三遊亭好の助、立川小春志、春風亭昇也）の一員。
- なぞかけが非常に得意。落語家になる前のお笑い芸人時代に、当時から親しかったねづっちとなぞかけをやり、腕を鍛えていた。
- VTuberの儒烏風亭らでん、ガールズロックバンド『Gacharic Spin』のマイクパフォーマーであるアンジェリーナ1/3と親交があり、アンジーからは「昇也先生」と呼ばれている。

## 受賞歴
- 2022年 - 令和4年度文化庁芸術祭優秀賞[7]
- 2023年 - 令和5年度花形演芸大賞 金賞[8]
- 2025年 - 令和6年度花形演芸大賞 金賞[9]

## 出演

### テレビ
- 笑点 特大号 - 若手大喜利出演（BS日テレ）
- 桂文枝の演芸図鑑（NHK総合、2023年5月21日） - 「壺算」

### ラジオ
- 日曜バラエティー（コロコロトリオ）
- みらいブンカ village『落語家が、何か面白いこと言ってるよ』（2020年2月27日、文化放送）
- bayfm it! 水曜パートナー(2023年4月 -、bayfm)

## 逸話
- 2019年6月30日に師匠の昇太が、「笑点」生放送で結婚の発表をしたが、弟子の昇也は木更津での公演後、海ほたるでの食事中にテレビの生放送を見て、事実を初めて知った。直後、一門弟子のライングループで確認を取ったところ、昇太一門の弟子全員が、師匠の結婚を発表されるまで知らされていなかったため、ライングループがしばらくパニック状態に陥ったという。公演に同行していた講談師の神田鯉栄が、その時の昇也の様子をブログに記録している[10]。
- 上記の春風亭昇太結婚発表後、林家たい平が始めた「何かあったのか劇場」シリーズネタの情報提供者という事になっている（2022年6月の若手達とメンバーの大喜利対決より）。
- BSでの笑点スピンオフ番組「笑点 特大号」に若手大喜利メンバーとして出演しているが、2019年9月8日放送分の本家の「笑点」に、脳腫瘍により休演した6代目三遊亭円楽の代役として大喜利に出演した。笑点で二ツ目の落語家による大喜利メンバーとしての出演は、1985年当時の7代目桂才賀（当時∶古今亭朝次）以来となった[11]。
- 真打の芸名をラジオ番組で公募、「林家木久彦」に決定した林家けい木の名づけ親の一人である[12]。
- 一門である浪曲師の玉川太福の弟子（玉川わ太・玉川き太）に落語の稽古をつけている[13]。